# Maratón de Enschede

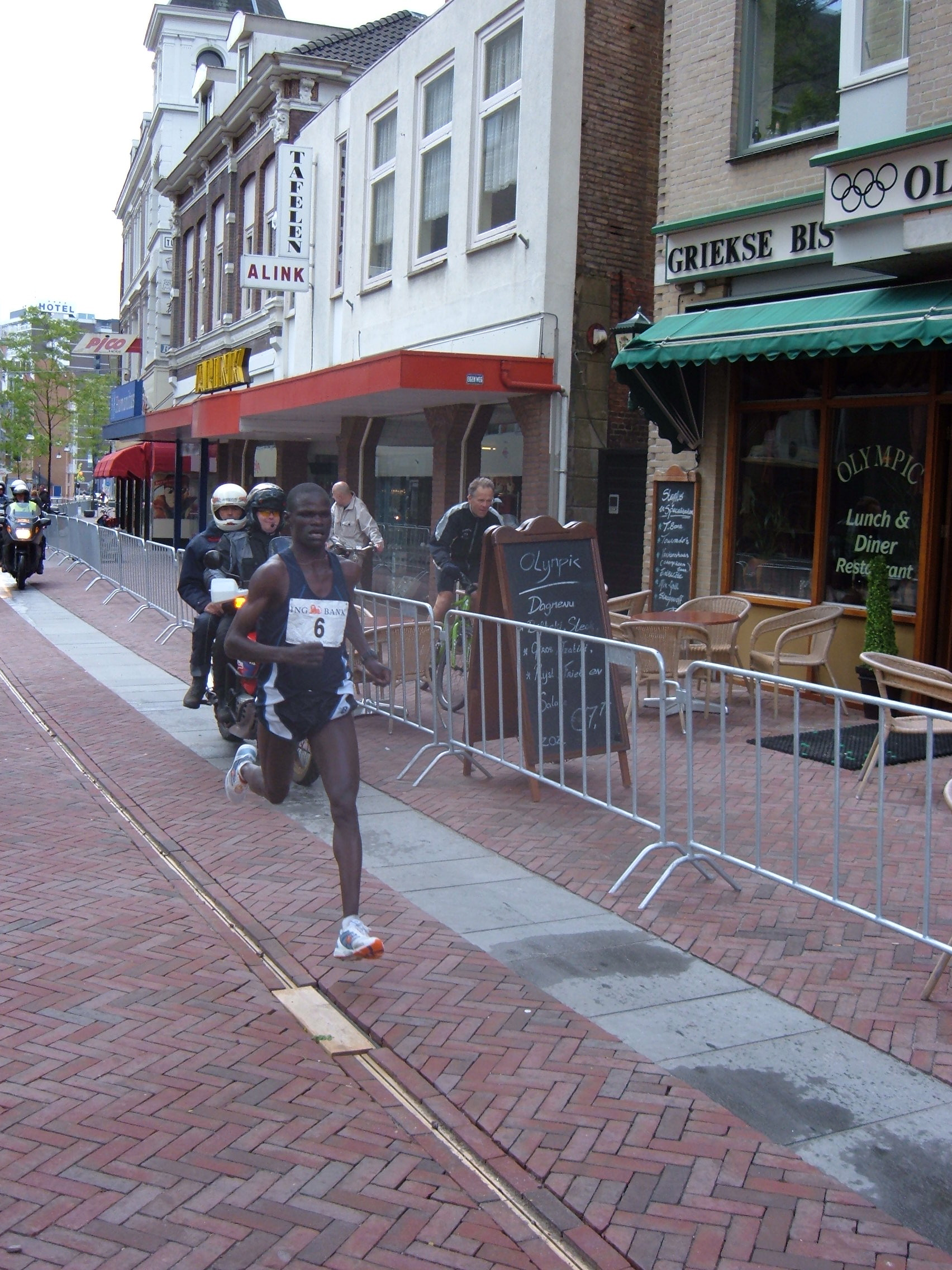
John Kelai ganador del Maratón de Enschede en el año 2005

El Maratón de Enschede es una prueba atlética que se celebra en la ciudad de Enschede, Holanda, sobre la distancia del maratón (42 km, 195 metros). Se realizó por primera vez en el año 1947, desde 1961 tiene lugar anualmente, anteriormente se disputaba cada 2 años. La competición femenina comenzó a disputarse en el año 1981. Durante la prueba se cruza la frontera de Holanda con Alemania en la ciudad de Gronau, Distrito de Borken (Westfalia).
Stephen Kiprotich vencedor del maratón en los Juegos Olímpicos de Londres 2012, posee el actual récord de la prueba, con una marca de 2:07:20 conseguida en el año 2011. La rusa Lidya Vasilevskaya tiene el récord femenino con un tiempo de 2:29:23, logrado en el año 2002.

## Vencedores
| Fecha | Ganador                 | País            | Tiempo  |
| ----- | ----------------------- | --------------- | ------- |
| 2012  | Ishmael Busendich       | Kenia           | 2:09:09 |
| 2011  | Stephen Kiprotich       | Uganda          | 2:07:20 |
| 2010  | John Kelai              | Kenia           | 2:12:17 |
| 2009  | Jacob Kipchumba Yator   | Kenia           | 2:09:02 |
| 2008  | Silas Toek              | Kenia           | 2:10:40 |
| 2007  | Thomson Kibet Cherogony | Kenia           | 2:11:35 |
| 2006  | Sammy Rotich            | Kenia           | 2:12:05 |
| 2005  | John Kelai              | Kenia           | 2:11:44 |
| 2004  | Girma Tolla             | Etiopía         | 2:10:33 |
| 2003  | Wilson Kibet            | Kenia           | 2:11:38 |
| 2002  | Raymond Kipkoech        | Kenia           | 2:12:33 |
| 2001  | El Mustapha Riad        | Marruecos       | 2:12:20 |
| 2000  | Cancelado               | —               | —       |
| 1999  | Anatoli Zerouk          | Ucrania         | 2:16:31 |
| 1998  | Hussein Ahmed Salah     | Yibuti          | 2:13:25 |
| 1997  | Dmitriy Kapitonov       | Rusia           | 2:12:09 |
| 1996  | John Mandu              | Kenia           | 2:15:14 |
| 1995  | Viktor Goural           | Ucrania         | 2:15:29 |
| 1994  | Piotr Pobłocki          | Polonia         | 2:13:01 |
| 1993  | Jan Tau                 | Sudáfrica       | 2:12:19 |
| 1992  | Willie Mtolo            | Sudáfrica       | 2:13:39 |
| 1991  | Sergey Prorokov         | Unión Soviética | 2:15:04 |
| 1989  | Marti ten Kate          | Países Bajos    | 2:10:57 |
| 1987  | Marti ten Kate          | Países Bajos    | 2:13:52 |
| 1985  | Zoltan Köszegi          | Hungría         | 2:15:39 |
| 1983  | Kevin Forster           | Reino Unido     | 2:14:19 |
| 1981  | Cor Vriend              | Países Bajos    | 2:15:54 |
| 1979  | Kirk Pfeffer            | Estados Unidos  | 2:11:50 |
| 1977  | Brian Maxwell           | Canadá          | 2:15:14 |
| 1975  | Ron Hill                | Inglaterra      | 2:15:59 |
| 1973  | Ron Hill                | Inglaterra      | 2:18:06 |
| 1971  | Bernie Allen            | Inglaterra      | 2:16:54 |
| 1969  | Kazuo Matsubara         | Japón           | 2:19:29 |
| 1967  | Yoshiro Mifune          | Japón           | 2:20:53 |
| 1965  | Aurèle Vandendriessche  | Bélgica         | 2:21:16 |
| 1963  | Václav Chudomel         | República Checa | 2:25:11 |
| 1961  | Peter Wilkinson         | Reino Unido     | 2:24:12 |
| 1959  | Pavel Kantorek          | República Checa | 2:26:48 |
| 1957  | Piet Bleeker            | Países Bajos    | 2:32:39 |
| 1955  | Reinaldo Gorno          | Argentina       | 2:26:33 |
| 1953  | Jim Peters              | Inglaterra      | 2:19:22 |
| 1951  | Veikko Karvonen         | Finlandia       | 2:29:02 |
| 1949  | Jack Holden             | Inglaterra      | 2:20:52 |
| 1947  | Eero Riikonen           | Finlandia       | 2:44:13 |

| Fecha | Ganadora            | País            | Tiempo  |
| ----- | ------------------- | --------------- | ------- |
| 2012  | Konstantina Kefala  | Grecia          | 2:41:01 |
| 2011  | Ingrid Prigge       | Países Bajos    | 2:45:10 |
| 2010  | Ingrid Prigge       | Países Bajos    | 2:46:25 |
| 2009  | Ilona Pfeiffer      | Alemania        | 2:44:58 |
| 2008  | Polly Nkambi        | Países Bajos    | 3:12:41 |
| 2007  | Ingrid Prigge       | Países Bajos    | 2:42:31 |
| 2006  | Petra van Tongeren  | Países Bajos    | 3:19:13 |
| 2005  | Abidi Tigist        | Etiopía         | 2:33:01 |
| 2004  | Nadezhda Wijenberg  | Países Bajos    | 2:31:23 |
| 2003  | Gea Siekmans        | Países Bajos    | 3:05:02 |
| 2002  | Lidya Vasilevskaya  | Rusia           | 2:29:23 |
| 2001  | Franca Fiacconi     | Italia          | 2:31:40 |
| 2000  | Cancelado           | —               | —       |
| 1999  | Halina Karnatsevich | Bielorrusia     | 2:37:35 |
| 1998  | Violetta Kryza      | Polonia         | 2:38:51 |
| 1997  | Carla Beurskens     | Países Bajos    | 2:37:20 |
| 1996  | Mieke Pullen        | Países Bajos    | 2:41:13 |
| 1995  | Irina Yagodina      | Ucrania         | 2:36:43 |
| 1994  | Franca Fiacconi     | Italia          | 2:37:43 |
| 1993  | Veronika Troxler    | Suiza           | 2:44:33 |
| 1992  | Natalia Repescko    | Sudáfrica       | 2:42:50 |
| 1991  | Czesława Mentlewicz | Polonia         | 2:41:48 |
| 1989  | Alena Peterkova     | República Checa | 2:40:28 |
| 1987  | Helen Comsa         | Suiza           | 2:39:29 |
| 1985  | Eefje van Wissen    | Países Bajos    | 2:39:32 |
| 1983  | Priscilla Welch     | Inglaterra      | 2:36:32 |
| 1981  | Jane Wipf           | Estados Unidos  | 2:38:21 |